# فالتر ووكر
فالتر ووكر (بالبرتغالية: Valter Walker؛ مواليد 12 ديسمبر 1997) هو مُقاتل فنون قتالية مختلطة برازيلي، يُنافس في فئة الوزن الثقيل في يو إف سي. وهو أخ مُقاتل فئة وزن خفيف الثقيل في يو إف سي جوني ووكر.

## وصلات خارجية
- فالتر ووكر على إنستغرام